# Ridge Racer-serien
Ridge Racer (japanska: リッジレーサー Hepburn: Rijji Rēsā?) är en serie racingspel utvecklade av Namco som arkadspel och till olika hemkonsoler, utgivna från 1993 och framåt.

## Spel

### Arkadspel
| Titel                        | Släppår | Spelutvecklare |
| ---------------------------- | ------- | -------------- |
| Ridge Racer                  | 1993    | Namco          |
| Ridge Racer Full Scale       | 1994    |                |
| Ridge Racer 2                | 1994    | Namco          |
| Rave Racer                   | 1995    |                |
| Pocket Racer                 | 1996    |                |
| Ridge Racer V: Arcade Battle | 2000    |                |
| Pachi-slot Ridge Racer       | 2008    |                |
| Pachi-slot Ridge Racer 2     | 2009    |                |

### Konsolspel
| Titel                  | Släppår | Spelutvecklare        |
| ---------------------- | ------- | --------------------- |
| Ridge Racer            | 1994    | Namco                 |
| Ridge Racer Revolution | 1995    |                       |
| Rage Racer             | 1996    |                       |
| R4: Ridge Racer Type 4 | 1998    |                       |
| Ridge Racer Turbo      | 1998    |                       |
| Ridge Racer 64         | 2000    |                       |
| Ridge Racer V          | 2000    |                       |
| R: Racing Evolution    | 2003    |                       |
| Critical Velocity      | 2005    |                       |
| Ridge Racer 6          | 2005    | Namco                 |
| Ridge Racer 7          | 2006    | Namco Bandai          |
| Ridge Racer Unbounded  | 2012    | Bugbear Entertainment |
| Ridge Racer Driftopia  | 2013    |                       |

### Bärbara spel
| Titel            | Släppår |
| ---------------- | ------- |
| Ridge Racer DS   | 2004    |
| Ridge Racer      | 2004    |
| Ridge Racer 2    | 2006    |
| Ridge Racer 3D   | 2011    |
| Ridge Racer Vita | 2011    |

### Mobilspel
| Titel                   | Släppår |
| ----------------------- | ------- |
| Ridge Racer             | 2005    |
| Ridge Racers Mobile     | 2007    |
| Ridge Racer Accelerated | 2009    |
| Ridge Racer Drift       | 2010    |
| Ridge Racer Slipstream  | 2013    |

### Fotnoter
1. ↑  ”Ridge Racer series” (på engelska). Mobygames. http://www.mobygames.com/game-group/ridge-racer-series. Läst 10 maj 2015.